# Heaven and Hell (chanson de Black Sabbath)
 (juin 2020).
Si vous disposez d'ouvrages ou d'articles de référence ou si vous connaissez des sites web de qualité traitant du thème abordé ici, merci de compléter l'article en donnant les références utiles à sa vérifiabilité et en les liant à la section « Notes et références ».
Pour les articles homonymes, voir Heaven and Hell.
Pistes de Heaven and Hell
Lady Evil
(3) Wishing Well
(5)
Heaven and Hell est la quatrième chanson de l'album Heaven and Hell du groupe de heavy metal Black Sabbath. Elle date de 1980.
Cette chanson est la plus longue de l'album. Dio dit de cette chanson qu'elle est son enregistrement préféré.
Sur Internet, cette chanson est utilisée comme référence pour des blagues entre des chansons telles que Stairway to Heaven de Led Zeppelin et Highway to Hell, d'AC/DC. C'est un gag visant à dire aux métalleux les différents choix proposés après la mort, soit de prendre "les escaliers vers le paradis", soit "l'autoroute vers l'enfer". La chanson Heaven and Hell quant à elle permet de choisir les deux en même temps, finissant court au débat humoristique.
La chanson apparaît sur GTA IV sur la radio Liberty Rock Radio 97.8